# Orgyia tricolor
Orgyia tricolor är en fjärilsart som beskrevs av Herrich-Schäffer 1856. Orgyia tricolor ingår i släktet fjädertofsspinnare, och familjen tofsspinnare. Inga underarter finns listade i Catalogue of Life.